# (2670) Chuvashia
(2670) Chuvashia (1977 PW1) – planetoida z grupy pasa głównego asteroid okrążająca Słońce w ciągu 5,65 lat w średniej odległości 3,17 j.a. Odkryta 14 sierpnia 1977 roku.